# Фокер F.18
Фокер F.18/ Fokker F.18 је холандски тромоторни, вишеседи, висококрилaц авион, мешовите класичне конструкције који се користио као путнички, транспортни авион између два и у току и након Другог светског рата.

## Пројектовање и развој
Пројектовање авиона Фокер F.18 је започето почетком тридесетих година двадесетог века на захтев холандске ваздухопловне компаније KLM, која је желела да тим авионом отвори линију Холандија - Источна Индија (сада Индонезија). Авион је конструисан према традиционалној Фокеровој шеми (као авиони F.8; F.9; F.12 i F.39) био је то конвенционални висококрилни конзолни моноплан са фиксним стајним трапом и задњим точком испод репа авиона. Имао је три мотора један на кљуну aвиона а двa испод крила. У ствари то је била повећана верзија авиона Фокер F.12. Авион је први пут полетео 30. јуна 1932. године. Направљено је укупно 5 авиона овог типа и сви су рађени за KLM.

## Технички опис
Труп авиона Фокер F.18 је био правоугаоног попречног пресека, са заобљеном кровном страницом. Труп је био подељен на три дела: кабински део, путничка кабина и репни део. Био је простран тако да се у њега без проблема могла сместити комплетна посада и путници са пртљагом. Носећа структура трупа авиона је била направљена као решеткаста заварена конструкција направљена од танкозидих челичних цеви високе чврстоће а облога трупа је била делимично од дуралуминијумског лима, дрвене лепенке и импрегнираног платна (кљун авиона је био обложен лимом, средњи део трупа путничка кабина је био обложен дрвеном лепенком а остатак дела трупа и реп су били обложени импрегнираним платном). Кљун авиона је у односу на претходне Фокерове авионе био продужен па је у тај део био смештен простор за пошту што је поред повећања корисног простора, повољно утицало на равномеран распоред терета у авиону. Улаз у авион са степеништем се налазио на левој бочној страни трупа авиона, на крају путничке кабине. Кокпит пилота је био смештени у затвореној кабини, која се налазила у кљуну трупа авиона, до кога се стизало пролазима кроз путничку кабину. Путничка кабина је имала 12 седишта или мање уколико су била монтирана седишта која су се преко ноћи развлачила у лежаје. На крају путничке кабине (у репу) налазио се тоалет и простор за пртљаг. Кабина је била опремљена сталажом за одлагање ручног пртљага.
Два мотора су му уграђена у висећим гондолама испод крила авиона а трећи се налази у носу (кљуну) трупа авиона. Авион је био опремљен деветоцилиндричним ваздухом хлађеним радијалним моторима Pratt & Whitney Wasp С снаге 420 KS. После истека ресурса овим моторима они су замењени нешто јачим моторима Pratt & Whitney Wasp T1D1 снаге 433 KS. На моторима су биле постављене двокраке металне елисе фиксног корака. Радијални мотори су били обложени лименим прстеном у циљу побољшања хлађења мотора. Иза сваког мотора се налазио резервоар са 60 литара уља.
Крила су била дебелог профила тако да су у њих без проблема могли да стану резервоари за гориво. Главни резервоари за гориво укупне запремине од 2010 литара су се налазили у делу крила изнад трупа авиона. Кроз крило су пролазили сви потребни уређаји и инсталације. Облик крила је био једнакокраки трапез, са заобљеним крајевима. Осна линија крила је била управна на осу трупа авиона. Конструкција крила је била од дрвета са две решеткасте дрвене рамењаче, а облоге делом од дрвене лепенке а делом од импрегнираног платна. Покретни делови крила (еленори)су такође имали конструкцију од дрвета док им је облога била од импрегнираног платна.
Репни делови трупа иза путничке кабине, вертикални и хоризонтални стабилизатори и кормила правца и висине су имали конструкцију од челичних цеви а облогу од импрегнираног платна. Хоризонтални стабилизатори су упорницама са доње стране били ослоњени на труп авиона а са горње стране су биле причвршћене за вертикални стабилизатор.
Стајни трап је био класичан фиксан са гуменим точковима. Састојао се од троугласте виљушке причвршћене за труп авиона и вертикални носач у коме је био уграђен уљани амортизер а ослањао се на конструкцију гондоле крилних мотора. Размак између точкова је био доста велики а и концентрација маса се налазила унутар размака па је стабилност при слетању и полетању овог авиона била задовољавајућа. Точкови су били опремљени раткапнама у циљу смањења аеродинамичког отпора. На крају репа авиона налазила се гумени точак као трећа ослона тачка авиона.

## Земље које су користиле авион Фокер F.18
| - Чехословачка - Трећи рајх - Холандија | - Шпанија - Израел |

## Оперативно коришћење
Од тренутка пријема авиона од Фокера, па до октобра 1936. године, KLM је ове авионе користио за одржавање авио линије Амстердам - Батавија (Џакарта) када су их заменили авиони Даглас DC 2. Два авиона Фокер F.18 су продати чехословачком ЧСА који је њима одржавао линију Праг-Беч-Берлин до 1938. године. Један од тих авиона је продат комерцијалној компанији из Палестине који је нажалост 1939. године доживео несрећу и остао да лежи на аеродрому до 1948. године кад је расходован. Другог су при окупацији Чехословачке заробили Немци, који су га пререгистровали и користили неко време док му се траг није заметнуо.
KLM један свој авион продао преко француске фирме шпанским републиканцима. Они су га користили као транспортни авион и бомбардер док није страдао у једном бомбардовању. Преостала два авиона су уочи рата дислоцирана у холандске колоније на Карибима и Индонезији тамо су наоружани и служили у противподморничком ратовању док их нису заменили модернији амерички авиони.

### Сачувани примерци авиона
Сачуван је део овог авиона (Кљун авиона: кабина са мотором) и налази се у Curaçao Museum.